# Новомихайловка (Манский район)
Новомихайловка — деревня в Манском районе Красноярского края Российской Федерации. Входит в Кияйский сельсовет. Часовой пояс деревни +4 МСК (+7 GMT). Телефонный код — +7 (391 49).

## История
Деревня образовалась в 1902 году путем объединения 14 хуторов.

## География
Деревня расположена примерно в 6 км на север от административного центра — села Кияй. Через деревню проходит автомобильная дорога регионального значения 04К-027 (Новомихайловка — Малый Имбеж).

## Население
| 2010 |
| ---- |
| 96   |

В деревне проживают представители разных национальностей: русские, чуваши, эстонцы, татары, латыши.

## Известные уроженцы
- Грищенко, Пётр Семёнович (род. 1931) — советский государственный и политический деятель.
- Коноплёв, Андрей Анатольевич (1977—2015) — Герой Украины.